# Кожин, Алексей Никитич
Алексей  Никитич Ко́жин (1737—1805) — российский государственный деятель; сенатор, президент Камер-коллегии, тайный советник.

## Биография
Родился в 1737 году. Происходил из  дворянского рода. Воспитывался в Сухопутном  шляхетском  кадетском корпусе, и окончил курс подпоручиком армии в 1756 году. Через три года он был переименован из поручика в титулярные советники и определён  помощником  инспектора  при учениках Московской университетской гимназии; в промежуток 1756—1760 годов был в ней некоторое время преподавателем латинского и немецкого языков.
В конце 1762 года Кожина назначили директором казанских гимназий и товарищем (помощником) губернатора, а 22 мая 1764 года он был назначен прокурором государственной камер-коллегии, но оставался в Казани до октября 1764 года. 
В 1770 году был уволен по болезни в отставку. Через два года получил назначение камер-директором в Могилевскую губернию, в 1775 году переведён председателем тверской уголовной палаты, в 1776 году назначен вице-губернатором Новгородской губернии, а в 1780 году Петербургской, и наконец в 1781 году назначен правителем Псковского наместничества. В 1783 году был уволен  от службы с половинным жалованием.
Император Павел I, сразу по вступлении на престол, назначил Кожина 19 декабря 1796 года сенатором, с производством в тайные советники, а в 1799 году президентом камер-коллегии, — в этой должности он состоял до своей отставки 19 февраля 1801 года.
Умер в марте 1805 года (Н. А. Мурзанов указывает годом смерти 1807).